# Насер (город)
На́сер (араб. ناصر‎) — город в Египте, расположен в губернаторстве Бени-Суэйф, административный центр района (марказ). Находится в долине Нила, между городами Васта и Бени-Суэйф. Население 91 400 жителей (оценка 2010 года).
Ранее город назывался Буш. Современное название получил в честь президента Египта Гамаля Абдель Насера.

## Достопримечательности
- Большая мечеть Хасан Бека
- Монастырь св. Антония